# アキノキリンソウ属
アキノキリンソウ属（アキノキリンソウぞく、秋の麒麟草属、学名：Solidago）は、キク科の属の1つである。黄色い小さな花を多数つけるのが特徴。
属名は、「くっつける」または「欠けたところを修復する」という意味で、ヨーロッパでアキノキリンソウ S. virgaurea が、薬草として用いられていたことによる。

## 概要
北アメリカ大陸を中心に、ヨーロッパ・北アフリカ・中近東・アジアなどに分布しており、一部南米にも分布する種がある。日本にも、アキノキリンソウやミヤマアキノキリンソウなどの自生種がある。100種あまりが知られているが、一部を別属とする分類法もある。
ほとんどすべてが多年草で、茎は直立し、草丈は数十センチから3m以上になるものまである。葉は細く、前縁または鋸歯がある。開花期は夏から晩秋で、小さな黄色の頭状花を穂状または総状に多数つける。外側には１列の舌状花をならべる。

## 利用

### 園芸
欧米ではセイタカアワダチソウなどいくつかの種が花壇の背景用の草花として栽培されている。日本でも、アワダチソウは明治期に、セイタカアワダチソウも少し遅れて切り花用の草花として導入されたものであった。あまりにも性質が丈夫で、花の色は鮮やかな黄色で花穂も立派であり、園芸種として栽培されていたのもうなずける。
日本ではアキノキリンソウが秋の野草として親しまれたが、現在では見ることが少なくなり、セイタカアワダチソウに取って代わられた格好となっている。

### 薬用
S. virgaureaは、ヨーロッパの伝統医学で、皮膚病やインフルエンザ、咳、腎臓結石の薬として用いられていた。

## 分類
ヨーロッパにはS. virgaurea subsp. virgaureaのみが分布する。日本のアキノキリンソウはこの種の亜種の関係とされる。以下、日本に分布する種をあげる。
- アキノキリンソウ S. virgaurea subsp. asiatica
- ミヤマアキノキリンソウ S. virgaurea subsp. leipcarpa
  - キリガミネアキノキリンソウ S. virgaurea subsp. leipcarpa f. paludosa
- オオアキノキリンソウ S. virgaurea subsp. gigantea
- イッスンキンカ S. minutissima
- ヤンバルアオヤギバナ S. yambaruensis
- アオヤギバナ S. yokusaiana

また、以下の種は帰化植物として日本で見られるものである。
- セイタカアワダチソウ S. altissima L.
- オオアワダチソウ S. gigantea Ait. var. leiophylla Fernald